# Naetrocymbaceae
Naetrocymbaceae es una familia de hongos con una ubicación incierta dentro de la clase Dothideomycetes.

## Géneros
Esta familia contiene las siguientes géneros:
- Jarxia. Hawksw
- Leptorhaphis. Körb
- Naetrocymbe. Körb